# ثاد ماكفادن (كرة سلة)
ثاد ماكفادن (بالإنجليزية: Thad McFadden)‏ مواليد 29 مايو 1987 في فلينت، هو لاعب كرة سلة أمريكي. بدأ مسيرته الاحترافية في سنة 2009. يحمل الرقم 12. يبلغ طوله 6 قدم 2 بوصة (1.9 م).

## المسيرة الاحترافية
لعب مع نادي لوفين براونشفايغ لكرة السلة في موسم 2012–2013، ثم لعب مع أيه إي كي لارنكا من سنة 2014 إلى 2016، ثم لعب مع نانسي باسكت في الدوري الفرنسي في سنة 2016.

## روابط خارجية
- ثاد ماكفادن على موقع الدوري الإسباني لكرة السلة (الإسبانية)
- ثاد ماكفادن على موقع كرة السلة الأوروبية.كوم (الإنجليزية)
- ثاد ماكفادن على موقع ريلجم (الإنجليزية)
- ثاد ماكفادن على موقع بروبوليرز (الإنجليزية)
- ثاد ماكفادن على موقع سبورتس رفرنس (الإنجليزية)